# Lari (ocell)
Lari és un subordre d'aus de l'ordre dels caradriformes, que inclou les gavines, els fumarells, els becs de tisora i els paràsits; la resta de l'ordre el formen els limícoles i els becadells. Els àlcids també es col·loquen al Lari, després d'investigacions recents. De vegades, les guatlles de botó també es col·loquen aquí, però les dades moleculars i el registre fòssil suggereixen més aviat que són una branca bastant basal juntament amb els limícoles aberrants i semblants a la becatina.
Els làrids són espècies generalment més grans que prenen peixos del mar. Diverses gavines també agafaran aliments de les platges, o robaran espècies més petites, i algunes s'han adaptat als ambients de l'interior.
El subordre lari inclou entre cinc i sis famílies:
- Família Dromes
- Família Glareòlids (17 espècies)
- Família Làrids (103 espècies)
- Família Estercoràrids (7 espècies)
- Família Àlcids (25 espècies)

i de vegades:
- Família Turnícids (18 espècies)